# Quinton Griffith
Quinton Griffith, né le 27 février 1992 à Saint John's, est un footballeur international antiguais évoluant au poste d'arrière gauche ou de milieu gauche aux Five Islands.

## Biographie

### En club
En janvier 2013, Griffith réalise un essai avec le Revolution de la Nouvelle-Angleterre.
En janvier 2014, il participe au camp de détection caribéen de la MLS dans son île natale.